# خاک کوبیده

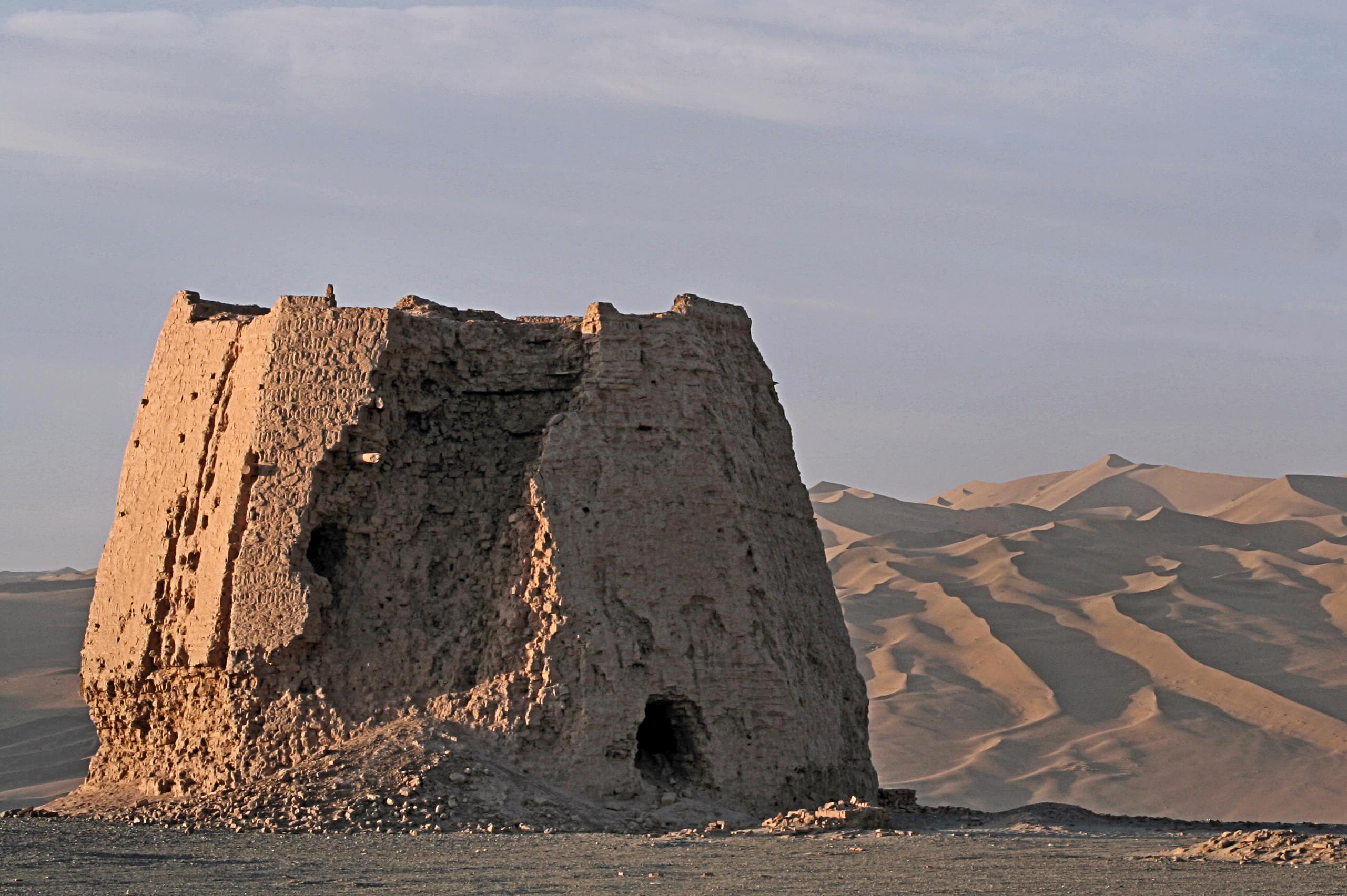
خرابه‌های بازمانده از ساخت و سازهای امپراتوری هان (۲۰۲ – ۲۲۰ پیش از میلاد)

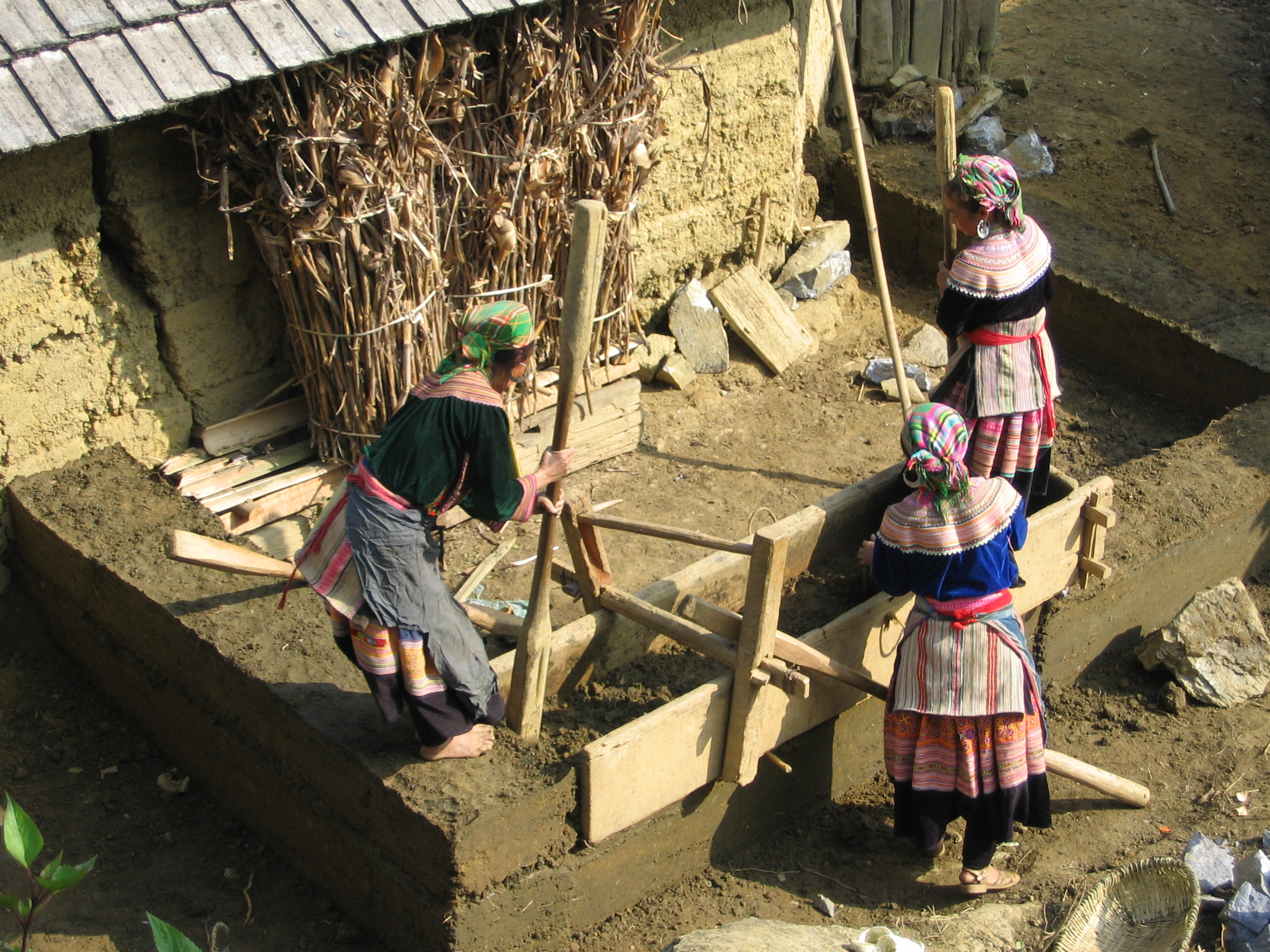
ساخت و ساز به روش خاک کوبیده در ویتنام

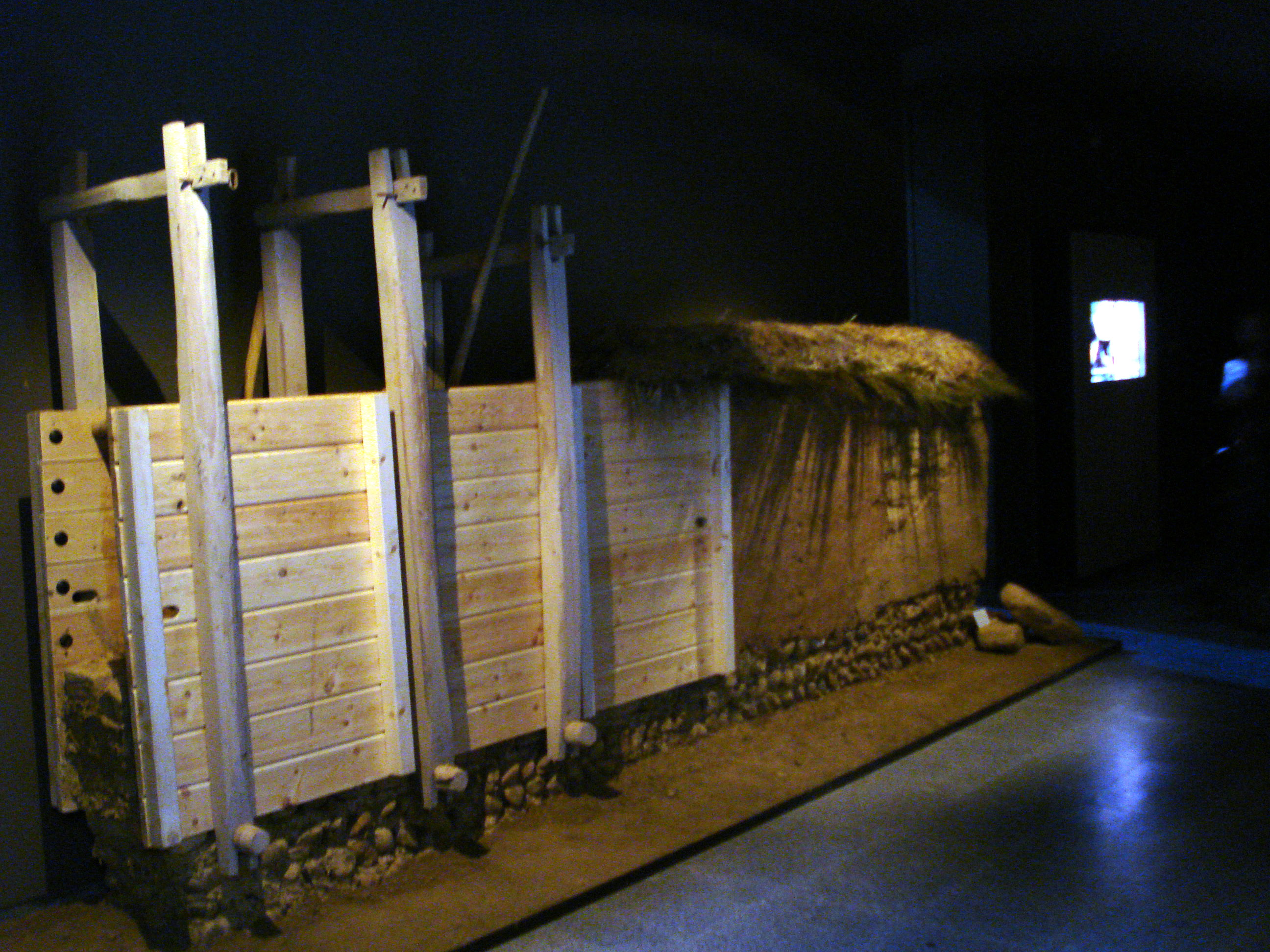
ابزار و قالب‌های ساخت دیوار به روش خاک کوبیده

خاک کوبیده روش ساخت‌وساز دیوار است که از مصالح خام مانند خاک، گچ، آهک یا شن ساخته‌می‌شود. این روش ساخت ساز یکی از روش‌های باستانی است که اخیراً توسط کسانی که به دنبال پایایی مصالح ساختمانی و ساختمان‌سازی طبیعی هستند، مورد استفاده قرار می‌گیرد. دیوارهایی که از خاک کوبیده ساخته‌شدهاند بادوام، ساده و دارای ذخیره حرارتی بالایی هستند.
ساخت این نوع دیوارها به روش فشار وزن و نیروی کارگر انجام می‌شود و نیازی به ماشین نیست. یکی از عوامل اصلی مؤثر در استفاده از این روش اقلیم و وجود مصالح لازم در منطقه است.